# 弗兰克·阿尔伯特·科顿
弗兰克·阿尔伯特·科顿（英語：Frank Albert Cotton，1930年4月9日—2007年2月20日），曾任W·T·达赫迪-韦尔奇基金会主席、德州農工大學特聘教授。科顿因对过渡金属的研究而知名。他撰写了超过1700篇科学论文。